# Esterhuysenia
Esterhuysenia (лат.) — род суккулентных растений семейства Аизовые (Aizoaceae), произрастающий на территории Капской провинции ЮАР.

## Ботаническое описание
Представители рода — невысокие кустарники, достигающие высоты 20-30 см. Их стебли гладкие и красноватые, иногда покрываются красноватой пудрой. Корни мочковатые. Листья расположены перекрёстно-рассечённо, равные и однородные. Они могут быть восходящими или раскидистыми, имеют округлую форму снизу и уплощённую сверху, располагаясь на верхушках стеблей. Размер листьев достигает до 1,2 см в длину, они мелкобугорчатые и часто имеют красноватый оттенок.
Цветки одиночные, располагаются на верхушках стеблей, на цветоножке, имеют диаметр до 2 см. Чашелистиков в цветке 5, лепестки имеют пурпурный цвет. Тычинки имеют сосочковидную форму; стаминодии отсутствуют. У цветка также есть зубчатое нектарное кольцо. Завязь цветка слегка выпуклая в верхней части, плаценты расположены у стенки завязи, рыльца в количестве 5. Плод — 5-гнездная коробочка, напоминающая плоды рода Lampranthus. Плод обратно-конический и деревянистый, с расширяющимися килями, параллельными в основании и разделяющимися в вершинах. У старых коробочек часто отсутствуют узкие крылья створки. Семена D-образные, размером примерно 1,2 мм, коричневые, имеют шероховатую поверхность.

## Таксономия
Esterhuysenia L.Bolus, первое упоминание в J. S. African Bot. 33: 308. 1967. Род входит в подсемейство Ruschioideae.

### Виды
Согласно данным сайта «Список растений Мировой флоры онлайн» на июнь 2023 года, род состоит из 6 видов:
- Esterhuysenia alpina L.Bolus typus
- Esterhuysenia drepanophylla (Schltr. & A.Berger) H.E.K.Hartmann
- Esterhuysenia inclaudens (L.Bolus) H.E.K.Hartmann
- Esterhuysenia knysnana (L.Bolus) van Jaarsv.
- Esterhuysenia mucronata (L.Bolus) Klak
- Esterhuysenia stokoei (L.Bolus) H.E.K.Hartmann